# Капела преподобног Киријака Отшелника
Капела преподобног Киријака Отшелника се налази у селу Никојевићи, на територи града Ужица, подигнута је као задужбина за помен Антонија Ј. Жунића и припада Епархији жичкој Српске православне цркве.
По натпису на уграђеној спомен плочи на капели:
„Задужбина Антонија Ј. Жунића, трговца из Никојевића, рођеног 29. септембра 1888. године, умро 29. децембра 1929. године, путујући из Америке у вароши Базелу у Швајцарској и ту је и сахрањен, Бог да прости. Задужбину за помен Антонија, а на услугу побожним хришћанима подижу: отац Јанићије, мајка Стојанка, браћа Јово и Недељко, сестра Повијана, снаха Гвозденија, синовац Љубодраг, синовице Гвозденија, Злата, Љубица, Милица, синовице Злата, Добринка, Љубинка, Милица, Стојанка. Израдио је Ђорђе Шмакић”